# 합천 해인사 석조여래입상
합천 해인사 석조여래입상(陜川 海印寺 石造如來立像)은 경상남도 합천군 해인사에 있는, 남북국 시대 신라의 불상이다. 
1963년 1월 21일 대한민국의 보물 제264호 해인사석조여래입상(海印寺石造如來立像)으로 지정되었다가, 2010년 8월 25일 현재의 명칭으로 변경되었다.

## 개요
해인사에 모셔져 있는 이 석불입상은 광배(光背)와 대좌(臺座)가 없어졌을 뿐 아니라, 목이 절단되고 어깨와 두 팔이 모두 깨졌으며 발도 없어졌다.
민머리에는 작은 상투 모양의 머리(육계)가 있고, 얼굴은 긴 타원형으로 많이 닳고 손상되었다. 머리에 비하여 왜소해진 몸은 굴곡이 거의 드러나지 않아서 마치 돌기둥 같은 느낌이 든다. 좁아지고 각진 양 어깨를 감싸고 있는 옷은 양쪽에서 비스듬히 흐른 선이 중심에서 만나 날카로운 V자형을 이루다가, 허리 부근에서 U자형으로 바뀌어 두 다리 사이로 흐르고 있다. 오른손은 팔꿈치를 꺾어 가슴 앞으로 들었고, 왼손은 내렸는데 두 팔은 몸에 바짝 붙어 있는 모습이다.
이 불상은 신체 비례의 불균형, 평면적이고 형식화된 옷주름 등에서 통일신라 후기의 불상양식을 보여주는 작품이다.

## 같이 보기
- 해인사

## 참고 자료
- 합천 해인사 석조여래입상 - 국가유산청 국가유산포털